# Kozulka (Rosja)
Kozulka (ros. Козулька) – osiedle typu miejskiego w Rosji, w Kraju Krasnojarskim, ośrodek administracyjny rejonu kozulskiego. W 2010 liczyło 7998 mieszkańców.